# Ruta 901 Transbarca
La Ruta 901 del Sistema de transporte masivo de Barquisimeto Transbarca es una ruta alimentadora que en conjunto con otras 5 rutas abastecen el sistema. Comienza en la estación Variquisimeto al oeste de la ciudad pasando por las avenidas Libertador, Florencio Jiménez, La Salle, Landaeta, San Vicente, Principal de la Carucieña, pasando por el Barrio José Felix Ribas hasta llegar a la urbanización Cleofe Andrade, y en retorno pasa por las avenidas Principal de La Carucieña, San Vicente, Landaeta, La Salle, Corpahuiaco, Carrera 15, Calle 51, hasta llegar de nuevo a la Estación Variquisimeto.
En su recorrido tiene un total de 25.5 kilómetros en el recorrido en ciclo ida y vuelta. A lo largo de esta línea se dispone de 29 paradas en rutas compartidas.

## Paradas
Las paradas de la ruta alimentadora 901 no están ubicadas en canales exclusivos, sino que están ubicadas paralelas a las paradas exclusivas del sistema; el resto de las paradas están simbolizadas por una señal que indica el lugar de la parada. Los buses únicamente se detienen en dichas paradas.
- Datos: Q16626985